# Manolo Los Arcos
Manuel Los Arcos Zaratiegui (Milagro, Navarra, España, 16 de agosto de 1948) es un exentrenador de fútbol.

## Trayectoria como entrenador
Como entrenador dirigió al Club Atlético Osasuna, club del que formaba parte del cuerpo técnico como entrenador del Promesas, durante un breve periodo de tiempo en 1995 cuando el equipo estaba en segunda división tras la destitución de Txetxu Rojo, llegando a dirigir un total de 13 partidos.
| Predecesor: Txetxu Rojo | Entrenador del Club Atlético Osasuna 1995 | Sucesor: Rafa Benítez |